# 日本とネパールの関係
日本とネパールの関係（にほんとネパールのかんけい、ネパール語: नेपाल र जापानको सम्बन्ध、英語: Japan–Nepal relations）では、日本とネパールとの関係について記述する。両国間において正式に国交が樹立されたのは1956年のことだった。

## 両国概要
|                             | 日本                                           | ネパール |
| --------------------------- | ---------------------------------------------- | --- |
| 人口                        | 1億2,596万人                                   | 2,870万人（2018年） |
| 面積                        | 377,955 km²                                    | 147,181 km² |
| 人口密度                    | 333.8人/km² （2019年）                         | 約179.9人/km²（2011年） |
| 首都                        | 東京                                           | カトマンズ |
| 最大都市                    | 東京 – 1278万3000人 (首都圏は3245万人)         | カトマンズ |
| 国家体制                    | 単一国家、議会内閣制、立憲君主制               | 連邦民主共和制、連邦国家 |
| 公用語                      | 日本語 (事実上)                                | ネパール語 |
| 宗教                        | 神道83.9%、仏教71.4%、キリスト教2%、その他0.6% | ヒンドゥー教81.3％、仏教9.0％、イスラム教4.4％）、その他                                                                                   |
| 民族                        | 日本人、アイヌ、その他                         | パルバテ・ヒンドゥー（チェトリ、丘陵ブラーマン、カミなどのカースト集団を総称したもの。）、マガル族、タルー族、タマン族、ネワール族、その他 |
| 在留邦人数/在日ネパール人数 | 1,203人（2018年）                              | 9万2,804人（2019年） |
| 通貨                        | 円（Yen 10 ＝ Nepal Rupee 1）                  | ネパール・ルピー（Nepal Rupee 1 ＝ Yen 10）                                                                                                |
| GDP (名目)                  | 5兆1,000億ドル (1人当たり38,559米ドル)         | 約305億ドル（1人当たり約1034米ドル）（2018年）                                                                                             |
| 軍事費                      | 46,804億円（2013年）                           | 293.03億ルピー（2013年) |

## 歴史

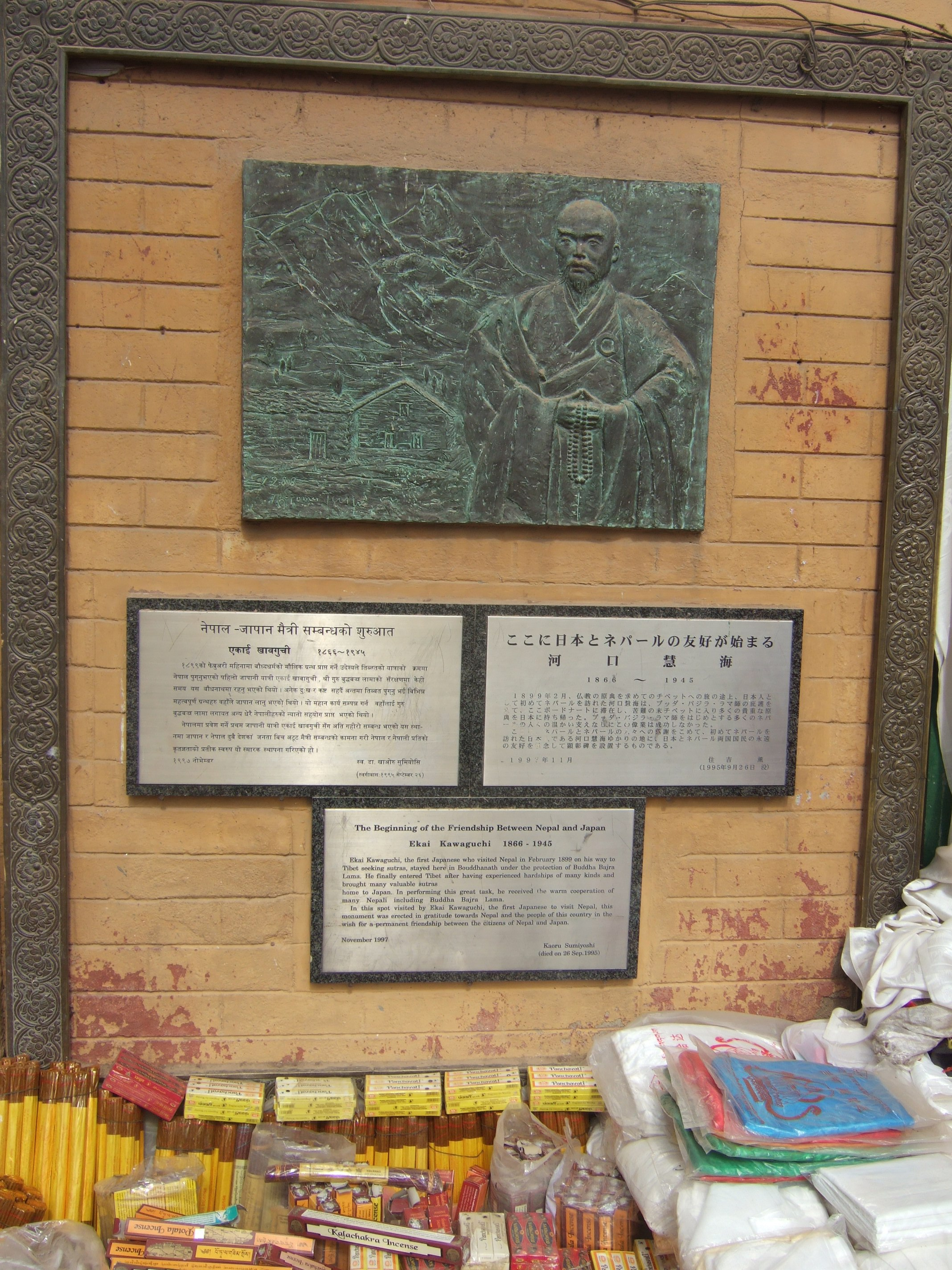
ネパール、カトマンズのボダナートにある河口訪問の記念碑

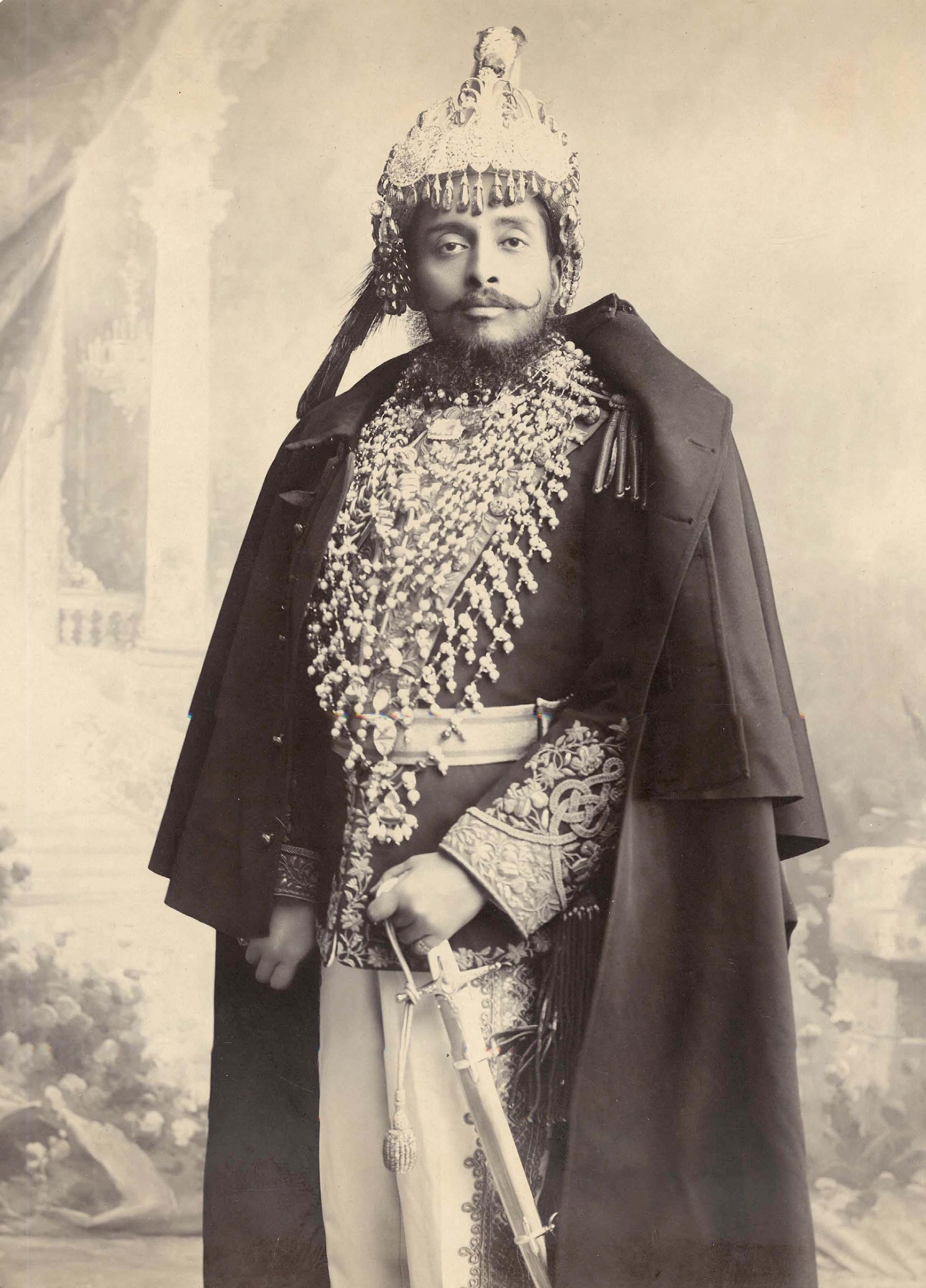
チャンドラ・シャムシェル首相

近代日本とネパールの関係は、1899年、日本人僧侶の河口慧海によるチベットでの仏典収集のため、ネパールに入国したことから始まる。また、同時代の1902年には、ネパール政府、チャンドラ・シャムシェル首相が8人の留学生を日本へ派遣したことは、日本とネパールの交流のさきがけ的な存在である。その後、両国の交流は、ネパールに強い影響力を持っていたイギリスと日本が戦った第二次世界大戦において一時中断したものの、1956年に正式な外交を樹立し、政府・民間共に再開させ、現在に至る。
国交回復直後の1956年10月12日、タンカ・プラサード・アーチャリヤ首相が夫人とともに国賓として来日。同月16日には皇居で行われた宮中午餐に出席した。
2008年にネパールは、王制を廃止し、政治体制を変化させたが、それまでの皇室・王室間の交流や議員交流、1998年11月にギリジャー・プラサード・コイララ首相がネパールの民選首相として初訪日、2000年8月には森総理が日本の総理大臣として初めてネパールを訪問したなどの交流の積み重ねもあり、日本との関係は良好な状態を保っている。また、2008年4月、2013年11月の制憲議会選挙に選挙監視団を派遣した。

## 政治
前述のとおり日本とネパールの政治首脳の外交交流は、1998年11月にコイララ首相がネパールの民選首相として初訪日し、2000年8月には森喜朗総理が日本の総理大臣として初めてネパールを訪問した。2007年10月10日、サハーナ・プラダン外相は来日し、日本の高村正彦外相と公式に会談した。その中でプラダン外相は日本の投票箱の供与や国連監視団の協力に感謝し、日本の国連常任理事国入りを支持した。
また、毛沢東派のプラチャンダ議長は政権就任前、日本にガジュレル政治局員を非公式に派遣した。ガジュレルは、日本・ネパール友好議員連盟会長の二階俊博衆議院議員や当時の木村仁外務副大臣と会談し、また、共同通信のインタビューも受けた。
2008年7月16日には制憲議会発足後初めての要人訪問として日本から宇野治外務大臣政務官がネパールを訪問、ギリジャー・プラサード・コイララ首相のほか、毛派のプラチャンダ議長ら、各党の幹部と個別に会談し、2012年4月には玄葉光一郎外相が日本の外務大臣として35年ぶりにネパールを訪問した。また、橋本龍太郎元総理は、日本山岳会員でもあり、3度ネパールを訪れ、交流を深めた。

## 軍事
日本国政府は、国連からの国際連合ネパール支援団（UNMIN）の派遣要請を受け、2007年から2011年までの約4年間計24人をネパールに派遣し、包括和平合意の規定のもと武器および兵士の管理の監視や制憲議会選挙の計画、準備、実施、監視などを行った。

## 皇室と王室の関係
1960年、1975年に皇太子明仁親王夫妻（当時）がネパールを訪れたほか、数名の皇族がネパールを公式訪問している。1978年、1983年および1985年にはビレンドラ国王夫妻が日本を訪問したほか、幾度か王族が日本を訪問している。2008年にネパールで王政が廃止されて以降、両者の間に公式な接触はない。

## 経済
1999年から2014年11月現在に至るまで、岡山県に本社を置く日本の通信販売会社である山田養蜂場は、シャム・バハドゥル・ダンゴルの協力のもと、ネパールの首都カトマンズ近郊に約45万本の木を植樹してきた。さらに、2013年からは横浜国立大学名誉教授宮脇昭の指導に基づき森林再生活動を行っている。
2014年2月、JICA投資専門家がネパール投資庁を訪問した。
特に、日本銀行券の原料であるミツマタは、大半がネパールから輸入されている。2018年度に国立印刷局が調達した外国産のミツマタは72トンであり、そのうち60トンがネパール産だった。同年、日本産のミツマタの調達量は6トンだった。

## 留学

### ネパールから日本への留学生
| 年度 | 1位       | 2位      | 3位      | 4位      | 5位     |
| ---- | --------- | -------- | -------- | -------- | ------- |
| 2012 | 086,324人 | 16,651人 | 04,617人 | 04,373人 | 2,451人 |
| 2013 | 081,884人 | 15,304人 | 06,290人 | 04,719人 | 3,188人 |
| 2014 | 094,399人 | 26,439人 | 15,777人 | 10,448人 | 6,231人 |
| 2015 | 094,111人 | 38,882人 | 16,250人 | 15,279人 | 7,314人 |
| 2016 | 098,483人 | 53,807人 | 19,471人 | 15,457人 | 8,330人 |
| 2017 | 107,260人 | 61,671人 | 21,500人 | 15,740人 | 8,947人 |
| 2018 | 114,950人 | 72,354人 | 24,331人 | 17,012人 | 9,524人 |
| 2019 | 124,436人 | 73,389人 | 26,308人 | 18,338人 | 9,584人 |
| 2020 | 121,845人 | 62,233人 | 24,002人 | 15,785人 | 7,088人 |
| 2021 | 114,255人 | 49,469人 | 18,825人 | 14,247人 | 5,792人 |
| 2022 | 103,882人 | 37,405人 | 24,257人 | 13,701人 | 5,763人 |

1902年、ネパール政府は、8人の留学生を日本に派遣した。この8人の学生らは、17人の側近と共に近代ネパール人として初めての外国訪問として日本に到着した。そして、8人の留学生たちは、東京で下宿し、東京帝国大学（現在の東京大学工学部）、東京高等工業学校（現在の東京工業大学）、農科大学（現在の東京大学農学部）の3つの国立大学に入学し、軍事工学、鉱山学、農学、機械工学などを学んだ。このうちの一人は、日本の柿、栗、菊、藤をネパールに初めて持ち帰り、栽培に成功した。1937年にジュッダ・シャムシェル首相は日本への再度留学生の派遣を提案したが、第二次世界大戦勃発のため実現しなかった。
戦後、日本とネパールの関係は1956年に国交を樹立し、1966年、ラーム・バルマと大向良治らによりカトマンズにネパール初の日本語学校を設立、1968年には、トリブバン大学国際言語キャンパスの中に日本語科が設置された。また、1973年には、日本留学生同窓会ネパールが設立された。これは、南アジアで一番古い日本留学生同窓会である。
2011年5月現在、在日ネパール人留学生が、2016人滞在し、総外国人留学生数の約1.5%程度の割合を占め、これらの学生の内約40%が日本国政府・文部科学省からの奨学金を受けることのできた国費留学であり、日本の大学教授からの推薦で文部科学省の国費留学により来日する学生は毎年約20人である。在ネパール日本国大使館も毎年国費留学生を募集しているが、5人から8人程度と少ない。
日本へのネパール人留学生は、南アジアの中で毎年増加傾向にある。2015年には、在日ネパール人留学生の人数が16,250人に達して、在日留学生の国籍別で韓国を抜きネパールが中国とベトナムに次ぐ第3位に躍り出た（2015年の在日韓国人留学生は15,279人）。2016年の在日ネパール人留学生は19,471人で第3位を維持、2017年には在日ネパール人留学生が21,500人となり、第3位を維持しつつ初めて2万人の大台を超えた。

### 日本からネパールへの留学生
2012年6月現在、ネパールにおける、日本人を含めた外国人留学生の受け入れとしてネパール初の国立大学でもあるトリブバン大学が外国人にネパール語やネパールの文化を教授している。日本人は7人いる。

## 友好都市
- 日本長野県松本市と  ネパールカトマンズ
- 日本長野県駒ヶ根市と  ネパールポカラ
- 日本長野県青木村と  ネパールナムチェ・バザール村
- 日本富山県利賀村と  ネパールツクチェ村

## 外交使節

### 駐日ネパール大使
- バーラット・ラージ・バンダーリー（1965年～）
- ヤダブ・プラサード・パント（英語版）（1974～1979年、信任状捧呈は5月16日[22]）
- ナラヤン・プラサド・アルジャル（1989年以前[23]～1991年[24]）
- ケダル・バクタ・マテマ（1996～2002年[25]、信任状捧呈は11月28日[26]）
- （臨時代理大使）モハン･クリシュナ･シュレスタ（2002～2004年）
- ラメシュ・アナンダ・ヴァイデャ（2004～2006年、信任状捧呈は3月11日[27]）
- ガネシュ・ヨンザン・タマン（2007～2011年[28]、信任状捧呈は12月13日[29]）
- （臨時代理大使）ドゥルガ・バハドゥール・スベディ（2011年）
- マダン・クマール・バッタライ（2011～2016年、信任状捧呈は12月15日[30]）
- （臨時代理大使）クリシュナ・チャンドラ・アリヤル（2016～2017年）
- プラティヴァ・ラナ（2017～2021年、信任状捧呈は6月22日[31]）
- （臨時代理大使）アンビカ・ジョシ（2021～2022年）
- ドゥルガ・バハドゥール・スベディ（2022年～、信任状捧呈は11月7日[32]）